# Rebelião de Wilcox de 1889
A rebelião de Wilcox de 1889 (também conhecida como a insurreição de Wilcox de 1889) foi uma revolta liderada por Robert Wilcox para forçar o rei Kalākaua do Havaí a reconstituir a Constituição havaiana de 1864 a partir da Constituição de 1887.
Robert Wilcox retornou ao Havaí de São Francisco com o conhecimento da Princesa Liliuokalani e ficou em sua residência em Palama Ele organizou outra rebelião que ocorreu em 30 de julho de 1889.